# Leyes de Ayllón
Die Leyes de Ayllón (ˈleʝez
ðe ajˈʎon) (deutsch: Gesetze von Ayllón), auch bekannt als „Zweite Verordnung von Valladolid“ (spanisch Segundo Ordenamiento de Valladolid), wurden am 2. Januar 1412 von Königin Katharina von Lancaster für das Königreich Kastilien erlassen. Sie sind nach der Stadt Ayllón benannt und beinhalteten strenge Maßnahmen für die jüdische und muslimische Bevölkerung, unter anderem die Einführung von Bekleidungsregelungen und das Verbot zur Ausübung von öffentlichen Ämtern und verschiedenen Berufen.

## Entstehungsgeschichte
Als Gattin Heinrichs III. und damit Königin von Kastilien und León (1393–1406) übernahm Königin Katharina von Lancaster nach dessen Tod im Jahre 1406 die Regentschaft. Damit vertrat sie als weibliches Familienmitglied des Hauses Anjou-Plantagenêt ihren minderjährigen Sohn Johann II. So konnte der Prediger Vicente Ferrer im Namen Johanns II. das Gesetz mit 24 Klauseln initiieren. Höchstwahrscheinlich wurden die Gesetze von Ayllón auf Initiative von Pablo de Santa María, dem Bischof von Burgos, und unter dem Einfluss von Vicente Ferrer nach seinem Aufenthalt in der Stadt Ayllón kurz vor dem Compromiso de Caspe ausgearbeitet.

## Inhalt
Während ihrer politischen Einflussphase stellte die Regentin eine Reihe restriktiver Gesetze gegen Juden und Mudéjaren auf, die insgesamt weitaus restriktiver waren als frühere Gesetze, die das Ziel verfolgten, ihre Konversion zum Christentum zu erreichen.
Die Gesetze von Ayllón sahen für die jüdische Bevölkerung die Verpflichtung vor, ein auf der Kleidung aufgenähtes rotes Schild zu tragen, ihre Bärte und ihr Haar lang zu tragen, damit sie leicht von Christen unterschieden werden konnten, sowie bescheidene Kleidung zu tragen. Darüber hinaus wurden darin die Verwendung großer Umhänge und Kopfbedeckungen bei jüdischen Frauen geregelt und Juden von Steuerpachtverträgen ausgeschlossen. Zudem brachten die Gesetze einen Verlust der richterlichen Autonomie, die die Aljamas genossen, mit sich.
In den Artikeln 2, 5 und 20 der „Pragmatik“ wurde eine Liste von Berufen aufgeführt, deren Ausübung den betroffenen Bevölkerungsgruppen verboten war: Sie durften nicht länger als Ärzte, Chirurgen, Apotheker, Steuerverwalter, Almojarifes (Schatzmeister), Geldwechsler, Hufschmied, Tischler, Schneider, Tundidores (Stoffschneider), Metzger, Kürschner oder Schuhmacher arbeiten. Weiterhin durften sie einem Christen jedoch Brot, Wein, Mehl, Butter oder andere Dinge zum Essen verkaufen. Den Juden war verboten, den Titel „Don“ zu führen, und ihnen wurde die Verpflichtung auferlegt, in exklusiven und geschlossenen Vierteln zu leben, die sie nur unter bestimmten Bedingungen verlassen konnten. Damit wurde ihnen zudem das Recht auf freie Wohnortwahl entzogen. Seitdem entstanden in verschiedenen Städten jüdische Viertel oder Juderías.

## Auswirkungen und Folgen
Diese Gesetze wurden auch in anderen Städten angewendet und waren Vorbilder für ähnliche Gesetze, darunter eine Bulle von Benedikt XIII. von 1415 (Valencia).
Die Gesetze wurden 1418 aufgehoben.